# De temps en temps
Singles de Grégory Lemarchal
Même si
(2006) Le lien
(2007)
De temps en temps est une chanson de 2007 enregistrée par Grégory Lemarchal le 26 mars 2007 dans la chambre d'amis de sa maison de Rueil-Malmaison. Il est sorti comme le premier single de son album posthume La Voix d'un ange, le 11 juin 2007. La chanson a été un grand succès en France et en Belgique francophone en arrivant en tête des classements.

## Informations sur la chanson
Les paroles ont été écrites par Grégory Lemarchal et la musique a été composée par Davide Esposito (qui a aussi composé Io so che tu, la version originale en italien du premier single de Lemarchal, Écris l'histoire).
Avec cette chanson, Grégory Lemarchal a effectué la meilleure vente hebdomadaire pour un single numéro un dans le classement français des singles en 2007; en effet, le single s'est vendu à plus de 76 000 exemplaires pendant sa première semaine de sortie. Ces ventes ont été qualifiés d'"excellents" compte tenu de l'effondrement du marché du disque en France, et "exprime la vive émotion qui entoure la mort du chanteur".
En France, le single a été directement numéro un du classement des singles le 16 juin, puis a diminué lentement, totalisant 11 semaines de présence dans le top 10, 21 semaines dans le top 50 et 33 semaines dans le top 100. Il n'a pas été certifié par le SNEP (la chanson doit être single d'argent), mais figure à la 4e place dans le classement annuel, avec 191 650 ventes. 

Le single entre dans le classement des téléchargements français à la 18e position, le 9 mai, avant de sauter à la 2e position, sa meilleure position, la semaine suivante. La chanson a été classée à la 48e position dans le classement de fin d'année, avec plus de 16 190 ventes.
La chanson est également disponible sur la compilation posthume du chanteur, Rêves.

## Liste des pistes
CD single
1. "De temps en temps" — 4:01
2. "De temps en temps" (Version instrumentale) — 4:01

Téléchargement
1. "De temps en temps" — 4:01

## Certifications
| Pays     | Certification         | Date         | Ventes certifiés | Ventes physiques | Téléchargement |
| -------- | --------------------- | ------------ | ---------------- | ---------------- | -------------- |
| Belgique | Or                    | 11 août 2007 | 25 000           |                  |                |
| France   | Devrait être d'argent | —            | —                | 191 650          | 16 190         |

## Classements
| Classements (2007)      | Meilleure position |
| ----------------------- | ------------------ |
| Belgique (Fr)           | 1                  |
| Union européenne        | 4                  |
| France (Téléchargement) | 2                  |
| France (Singles)        | 1                  |
| Suisse                  | 10                 |

| Classement de fin d'année (2007) | Position |
| -------------------------------- | -------- |
| Belgique (Fr)                    | 9        |
| France (Diffusion)               | 30       |
| France (Téléchargement)          | 48       |
| France (Singles)                 | 4        |
| France (Diffusion TV)            | 38       |